# Прінс-Чарлз
Прінс-Чарлз, або Принс-Чарльз (англ. Prince Charles)  — острів у Північному Льодовитому океані в складі Канадського Арктичного архіпелагу. Розташований у затоці Фок, на захід від Баффінової Землі. 19-й за розмірами острів Канади та 78 у світі. Адміністративно належить до регіону Кікіктаалук, Нунавут. 
Площа — 9 521 км². Острів не заселений через дуже низькі температури. 
Незважаючи на свій великий розмір, острів був вперше відкритий тільки у 1932 році, проте офіційно не був нанесений на мапи. Повторно острів відкрили у липні 1948 року. Острів названий на честь Принца Чарльза, який народився у тому ж році.    